# Halleh Ghorashi

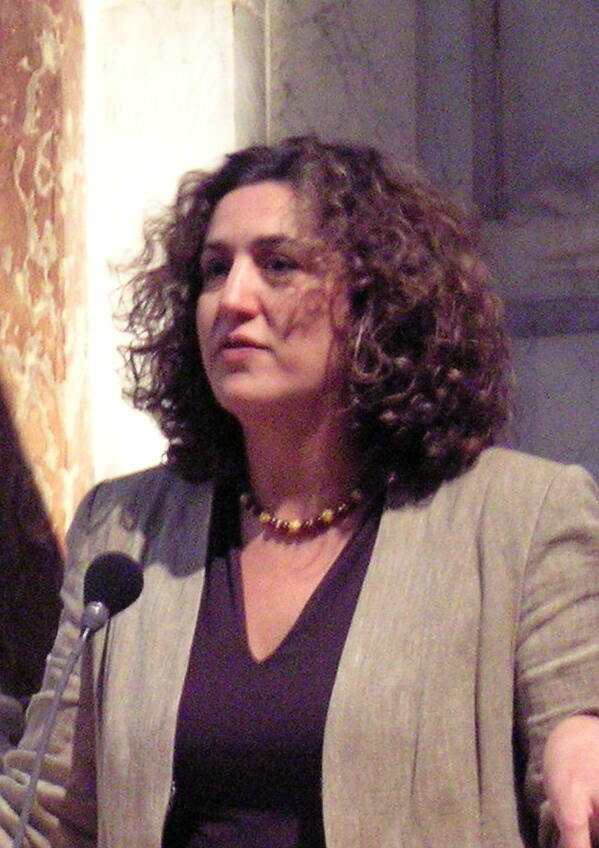
Ghorashi op de manifestatie van Hans Dijkstal's Een Land Een Samenleving in Amsterdam, 2006.

Halleh Ghorashi (ook wel gespeld als Ghoreishi; Teheran (Iran), 30 juli 1962) is een Nederlandse antropoloog. Zij was van 2005-2012 de PaVEM voorzitter van Management of Diversity and Integration bij de Vrije Universiteit in Amsterdam.
Ze won in 2008 de Triumph Prize voor haar bijdrage aan empowerment, het omzetten van de kracht en de kwaliteiten van zwarte, migranten en vluchtelingenvrouwen in het verkrijgen van invloed, zeggenschap en macht. Sinds 2012 is Halleh Ghorashi hoogleraar Diversiteit en Integratie aan de Vrije Universiteit Amsterdam.

## Biografie
Ghorashi groeide op in Iran en kwam in 1988 als politiek vluchteling naar Nederland. Ze studeerde culturele antropologie aan de Vrije Universiteit in Amsterdam en rondde in mei 2001 haar Ph.D. af bij de Universiteit van Nijmegen met een doctoraal getiteld Ways to Survive, Battles to Win: Iranian Women Exiles in the Netherlands and the U.S. In 2005 werd ze benoemd tot hoogleraar, en in 2006 was zij de eerste voorzitter van de Management of Diversity and Integration, gesteund door de Nederlandse adviescommissie Commissie Participatie van Vrouwen uit Etnische Minderheidsgroepen, PaVEM. Haar inauguratie werd breed uitgemeten in de Nederlandse pers en werd o.a. bijgewoond door toenmalig prinses Máxima, voorzitter van PaVEM en Minister Rita Verdonk.
In 2008 was Ghorashi mede-organisator van een conferentie over de moslimdiaspora. In 2009 was ze spreker tijdens een protest bij het Binnenhof in Den Haag.
Halleh Ghorashi staat bekend als voorstander van een inclusiever politiek gedachtegoed. Volgens Ghorashi kan integratie niet plaatsvinden zolang immigranten worden geschoffeerd en uitgesloten van het politieke debat. Ghorashi is lid van het ambassadeursnetwerk van de stichting Taal Doet Meer in Utrecht.
In 2010 werd Gorashi in feministisch tijdschrift Opzij genoemd als een van de invloedrijkste vrouwen in Nederland.
Op 30 april 2020 werd zij verkozen tot lid van de Koninklijke Nederlandse Akademie van Wetenschappen (KNAW).
Op 1 juli 2022 werd zij benoemd tot lid van de Staatscommissie tegen Discriminatie en Racisme.

## Publicaties

### Rapporten
1990-1999
- "Iranian Islamic and Secular Feminists: Allies or Enemies?" Series: Occasional paper (Middle East Research Associates), 27. 1996.

2000-2010
- (Juni 2005). Agents of change or passive victims: the impact of welfare states (the case of the Netherlands) on refugees. Journal of Refugee Studies 18 (2): 181–198 (Oxford Journals). DOI: 10.1093/refuge/fei020.
- (Augustus 2005). When the boundaries are blurred. European Journal of Women's Studies 12 (3): 363–375 (Sage). DOI: 10.1177/1350506805054275.

2010-2011
- Met: E. Szepietowska (2010). "Diversiteit is niet alleen kleur in organisaties. Diversiteitsbeleid en –praktijk in de Nederlandse Goede Doelen Organisaties". Utrecht: UAF.
- Met: F. ten Holder (2012). "Kleine stappen van grote betekenis: een nieuw perspectief op humane opvang van asielzoekers" Amsterdam: Stichting de Vrolijkheid.
- Met: Sabelis, Ida (March 2013). Juggling difference and sameness: Rethinking strategies for diversity in organizations. Scandinavian Journal of Management, special issue: Managing in Time 29 (1): 78–86 (ScienceDirect). DOI: 10.1016/j.scaman.2012.11.002.
- Met: Ponzoni, Elena (2014). Reviving agency: taking time and making space for rethinking diversity and inclusion. European Journal of Social Work 17 (2): 161–174 (Taylor and Francis). DOI: 10.1080/13691457.2013.777332.
- (Maart–april 2014). Bringing polyphony one step further: Relational narratives of women from the position of difference. Women's Studies International Forum, special issue: Embodied Engagement 43: 59–66 (ScienceDirect). DOI: 10.1016/j.wsif.2013.07.019.